# Louise av Berry
Louise Marie Thérèse av Berry, född 1819, död 1864 i Venedig, var en hertiginna av Parma som gift med hertig Karl III av Parma, och Parmas regent under sin son Robert I av Parma:s omyndighet från 1854 till 1859. 

## Biografi

### Tidigt liv
Louise var dotter till den franske prinsen hertig Karl Ferdinand av Berry och Carolina av Bägge Sicilierna och sondotter till Karl X av Frankrike. Vid tiden för sin födelse var hon det enda barnet i den äldre grenen av kungadynastin Bourbon, och det var på tal att införa kvinnlig tronföljd i Frankrike om hennes föräldrar inte skulle få en son. När hennes mors nästa barn visade sig vara av manligt kön ansågs det inte längre nödvändigt. 
År 1830 avsattes hennes farfar i julirevolutionen och hon fick fly till England med sina föräldrar, farfar, farbror och faster Marie Therese av Frankrike. Vårdnaden över henne och hennes bror tillföll fastern, och hon växte upp i det franska exilhovet i Böhmen och sedan på slottet Frohsdorf i Österrike.

### Hertiginna av Parma
Den 10 november 1845 gifte sig Louise med Karl av Parma, vars far stod i tur att ärva tronen i hertigdömet Parma, Piacenza och Guastalla efter Marie Louise av Österrike. Hennes svärfar besteg Parmas tron två år efter bröllopet. Redan året därpå tvingades dock familjen fy från Parma sedan revolutionsvågen i april 1848 hade avsatt honom från tronen. Familjen flydde till Storbritannien. I augusti 1848 kunde de återvända till Parma, men efter avtal med britterna abdikerade svärfadern till förmån för sin son, hennes make, som den 14 mars 1849 besteg Parmas tron som Karl III. 
Karl III blev impopulär i Parma. Han hade krossat revolutionen i Parma med hjälp av österrikiska och brittiska trupper, och upprätthöll en auktoritär diktatur där all opposition greps, pryglades och avrättades med hjälp av polisen och österrikisk militär. År 1854 mördades han i ett attentat av en person som aldrig greps, trots att det skedde mitt på gatan i fullt dagsljus.

### Regent
Vid makens död 1854 blev hon Parmas regent som förmyndare för sin sex år gamla son Robert I av Parma. Liksom sin make stöddes hennes regering av österrikisk militär fram till 1857, då trupperna enligt avtal utrymde Parma, dock inte Piacenza. 
Under Andra italienska frihetskriget 1859 riktade Viktor Emanuel av Sardinien sin expansionssträvan söderut med stöd av Napoleon III. Befolkningen i Parma stödde öppet en anslutning till Sardinien, och 30 april sände hertigdömets arméofficerare en delegation till regenten Louise och meddelade henne att de önskade ansluta hertigdömet till Sardinien. Louise ville bevara hertigdömets självständighet genom att förklara det neutralt, och 4 maj sammankallade hon alla lojala trupper i hertigdömet för att skydda neutraliteten mot den del av armén som med befolkningens stöd ville ansluta det till Sardinien. 
Den 27 maj sände Louise sina barn till Schweiz, och den 4 juni utrymde österrikarna Piacenza efter Slaget vid Magenta. Utan österrikisk stöd kunde Louise inte upprätthålla sin auktoritet. Den 8 juni bildade revoltörer i Parma en interimsregering med uppgift att välkomna anslutningen till Sardinien, och dagen därpå avsade sig den parmesanska armén sin trohetsed till Louise, som flydde till Schweiz. Kort därpå intogs hertigdömet Parma av sardinska trupper. 
Efter en folkomröstning 1860 avskaffades hertigdömet Parma, som anslöts till kungariket Sardinien, som i sin tur följande år bildade kungadömet Italien. Louise inlade en officiell protest mot legitimiteten i folkomröstningen för sin sons räkning, men utan framgång. 
Louise bosatte sig sedan på slottet Giustiniani i österrikiska Venetien med sina barn, där hon avled 1864.